# Чемпіонат Богемії з футболу 1913
Чемпіонат чеської футбольної асоціації 1913 — другий розіграш футбольного чемпіонату у Богемії. Змагання відбувалось у трьох регіональних лігах. У загальнонаціональному фіналі перемогу здобув клуб «Славія» (Прага), що переміг з рахунком 2:0 команду «Моравська Славія» (Брно).

## Чемпіонат Чехії
|   | команди                | І | В | Н | П | МЗ | МП | Р   | О  |
| - | ---------------------- | - | - | - | - | -- | -- | --- | -- |
| 1 | Славія (Прага)         | 7 | 6 | 0 | 1 | 37 | 10 | +27 | 12 |
| 2 | Спарта (Прага)         | 7 | 5 | 1 | 1 | 56 | 7  | +49 | 11 |
| 3 | Вікторія (Жижков)      | 7 | 5 | 1 | 1 | 44 | 8  | +36 | 11 |
| 4 | Кладно                 | 7 | 5 | 0 | 2 | 22 | 18 | +4  | 8  |
| 5 | ЧАФК Виногради (Прага) | 7 | 3 | 0 | 4 | 11 | 24 | -13 | 6  |
| 6 | Прага VII              | 7 | 2 | 1 | 4 | 9  | 29 | -20 | 5  |
| 7 | Колін                  | 7 | 1 | 1 | 5 | 9  | 26 | -17 | 3  |
| 8 | Олімпія Прага VII      | 7 | 0 | 0 | 7 | 2  | 72 | -70 | 0  |

## Чемпіонат Моравії
|   | команди                 |
| - | ----------------------- |
| 1 | Моравська Славія (Брно) |
| 2 | Ганацька Славія         |

## Чемпіонат Пльзені
|   | команди |
| - | ------- |
| 1 | Пльзень |

## Фінал
| Команда 1        |     | Команда 2                 |
| ---------------- | --- | ------------------------- |
| «Славія» (Прага) | 2–0 | «Моравська Славія» (Брно) |

| 17.05.1914 |

| Славія (Прага)  | 2 — 0 | «Моравська Славія» (Брно) |
| --------------- | ----- | ------------------------- |
| Я.Богата Прошек | звіт  |                           |

|  |

«Славія»: Главачек — Фройденберг, Круммер,  — М.Макоун, Голий, Чейка — Валек, Медек, Я.Богата, Прошек, О.Богата

## Склад чемпіона
Орієнтовний склад «Славії» у 1913 році:
| Воротар: Рудольф Главачек, Карел Піммер Захисники: Рудольф Круммер, Ріхард Веселий, Мирослав Гайний, Вацлав Фройнденберг. Півзахисники: Рудольф Голий, Богумил Макоун, Норберт Заїчек, Сікора, Карел Чейка. Нападники: Ладислав Медек, Йозеф Бєлка, Ярослав Богата, Отто Богата, Рудольф Стейнц, Скржіван, Емануель Валек, Вацлав Прошек. Тренер: Джон Вільям Мадден. |